# بالوت

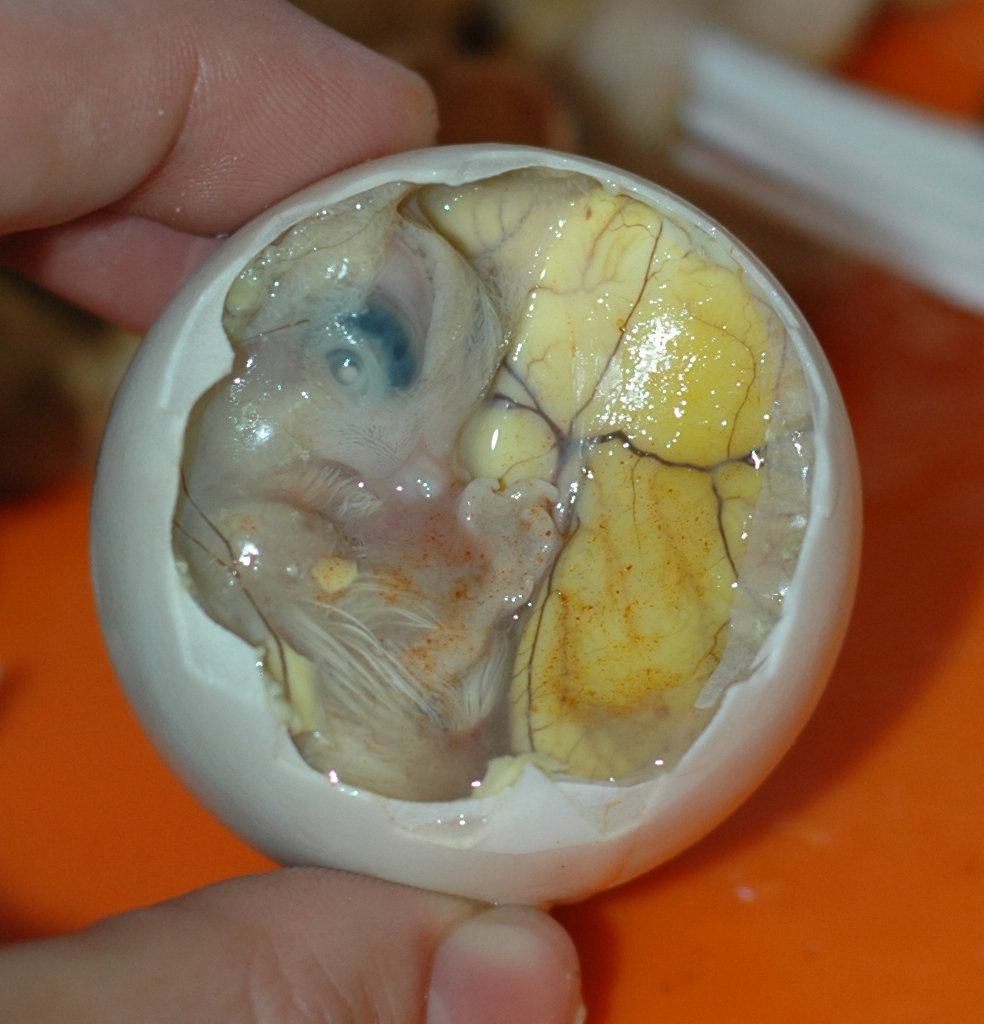
صورة لبيض البالوت

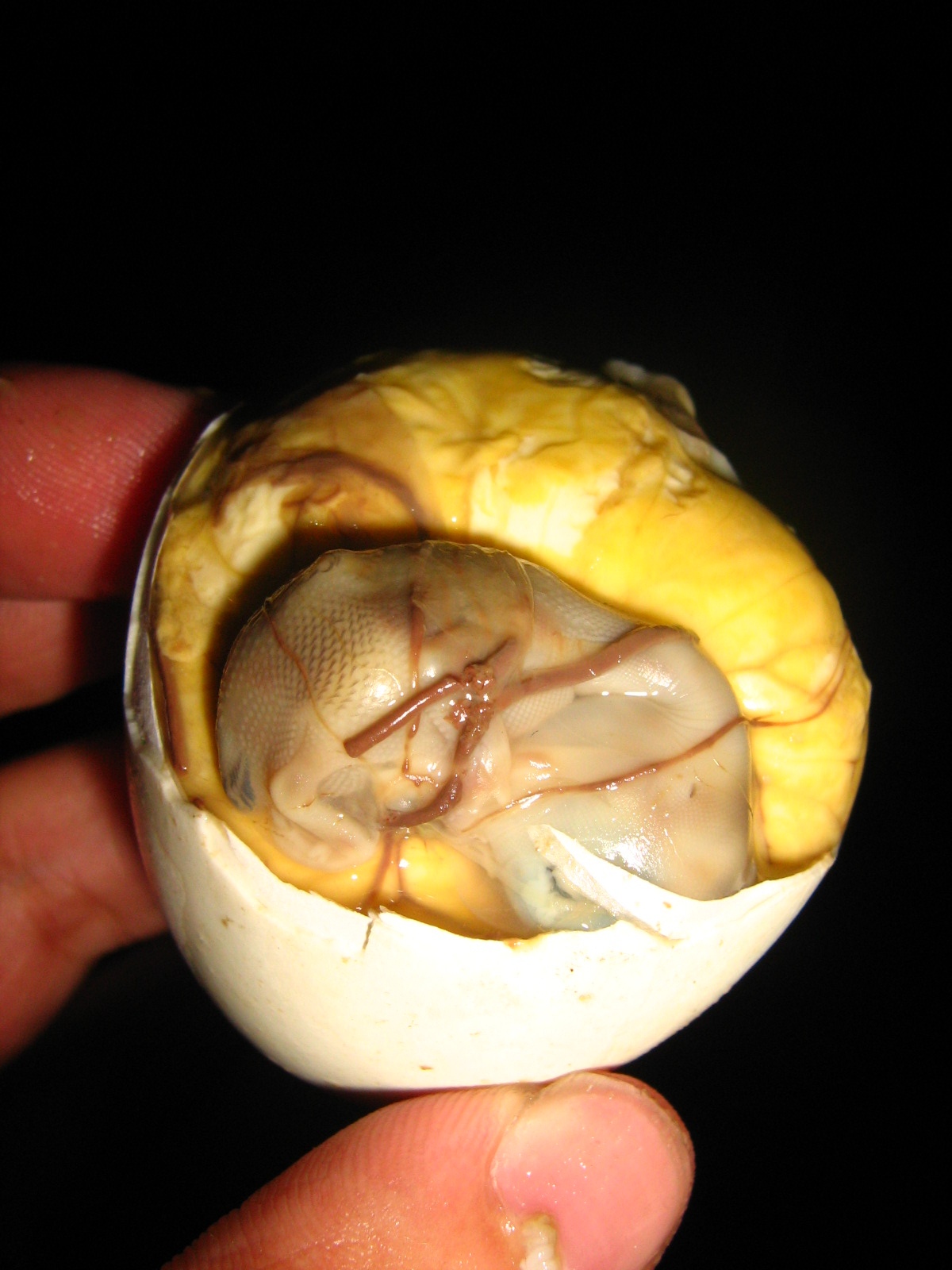
جنين بيضة البالوت بعد التقشير

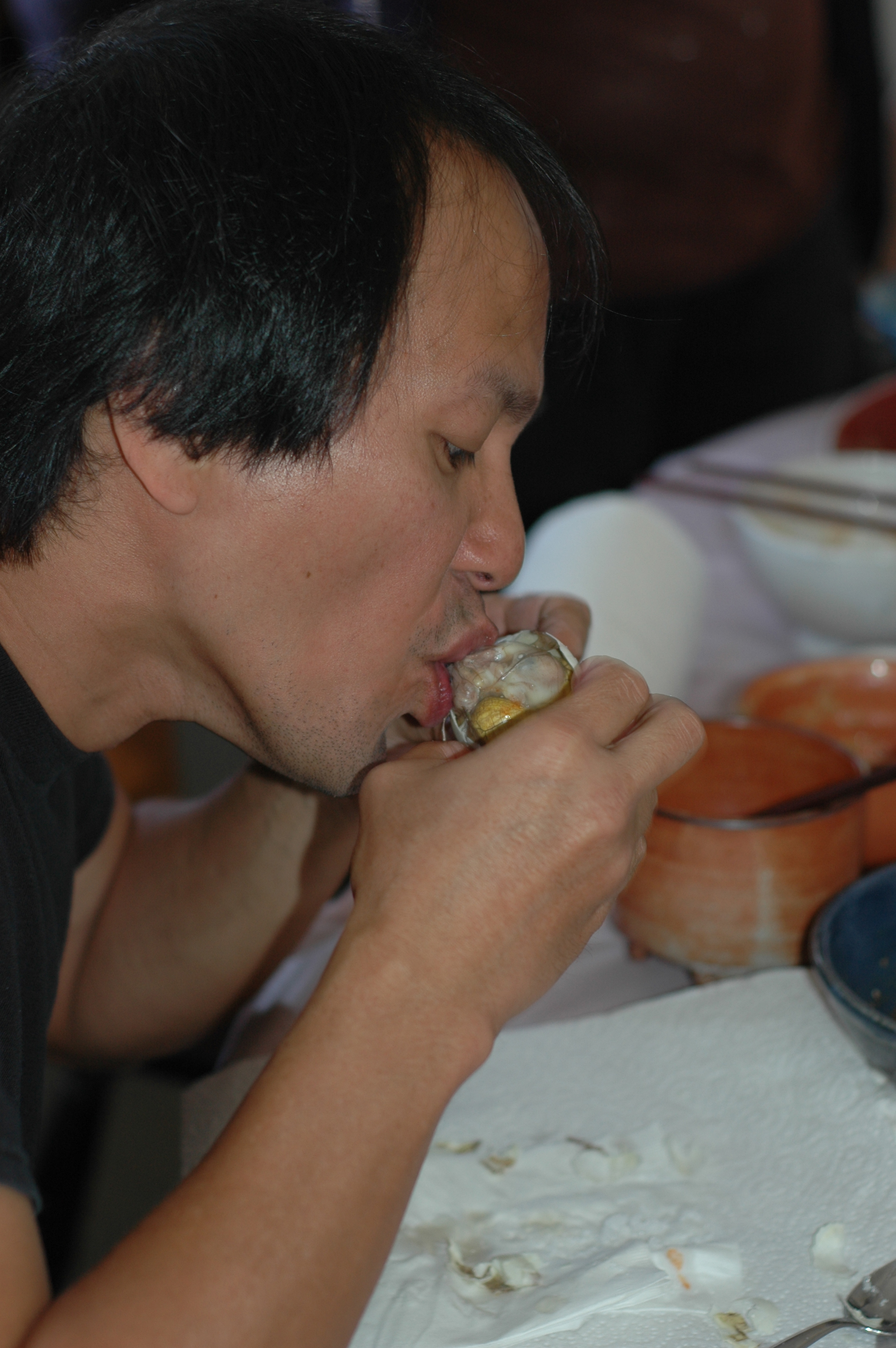
طريقة أكل البالوت

بيض البالوت (بالإنجليزية: Balut egg)‏ هي أكلة آسيوية لها شعبية كبيرة، تنتشر في الفلبين وفي دول آخرى في جنوب شرق اسيا. يستخدم بيض البط الملقح الذي صار عمره تحت البطة الراقدة أو في الفقاسة الصناعية 18 يوما، بحيث يتم سحب البيض والتأكد من نمو منقار ورأس وريش للجنين ثم يتم تحويل هذا البيض إلى المطاعم ليتم طهوه بالبخار الحار ويقدم بعد ذلك للأكل. وتعرف في دول أخرى بأسماء مختلفة فهي في لاوس تسمى كاي لوك أو kai luk - ໄຂ່ລູກ وفي تايلاند تسمى خاي خاو. وحكم أكلها في الإسلام حرام باعتبار أنها ميتة.

## طريقة التحضير
يتم تخزين البيض - ويستخدم عادة بيض الدجاج أو البط - إلى أن يصل إلى مرحلة التكون الأولي، في مدة تتراوح بين 15 و 21 يوماً وتتميز هذا المرحلة بالتكون الغير النهائي للجنين، حيت يكون ما زال مصحوباً بالصفار. بعدها يتم سلقه وتناوله مع البيرة أو الشطة، وقد يضاف الخل والملح للتتبيل. تعتبر هذه الأكلة سريعة التحضير، وعادة ما يتم بيعها على الطرقات والأزقة.

## طريقة التناول
الطريقة المثلى لأكل بيض البالوت هي النقر خفيفا إلى إحداث ثقب في أعلى البيضة ثم مص السائل المحيط بالجنين ويتم تمييل الرأس وإرجعه إلى الوراء حتى تسهل العملية، ثم إكمال تقشير البيض وتناول الجنين الذي يحتوي على هيكل عظمي بدائي.

## فوائد البالوت
تعتبر هذه الأكلة مقوي جنسي بالدرجة الأولى، حيث أن هناك فكرة شائعة في الفلبين تفيد بذلك. يحرص المقدمون على الزواج على تناول البالوت رجالا ونسائاً، غير أن الباحثين يؤيدون تناوله بحذر لأنه غني بالكولسترول.

## وصلات خارجية
- . على يوتيوب